# Pastes dolces
Les pastes dolces són peces de rebosteria, generalment enfornada en porcions individuals, feta amb diversos tipus de pastes de farina i poden tenir farciment o no. Alguns ressemblen a panets dolços, similars als panets alemanys.

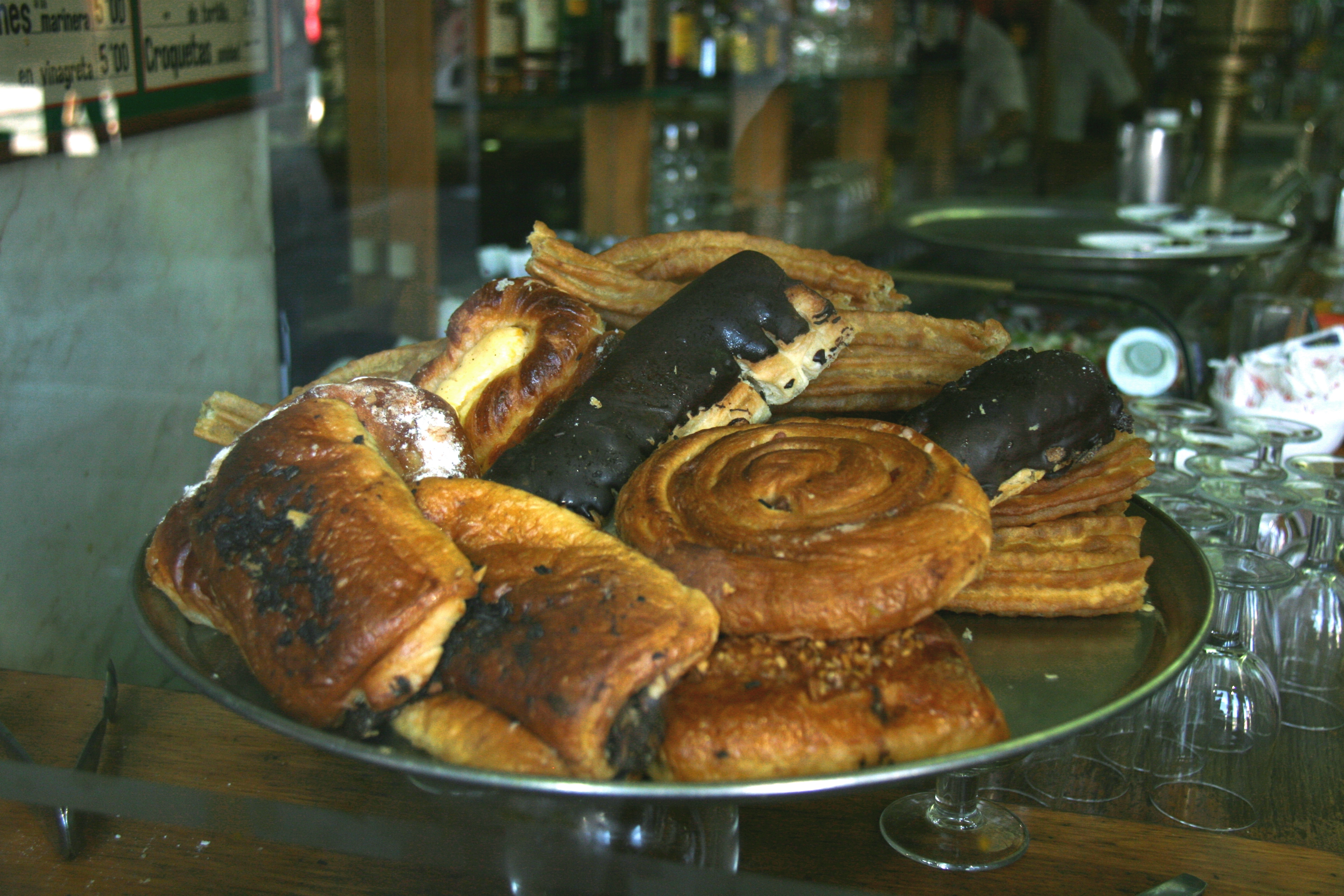
Un assortiment de pastes dolces espanyoles.

Les pastes dolces poden ser llargues i primes, curtes i rodones i amb formes i grandàries diferents. És un aliment generalment consumit en desdejunars i berenars.
En països com Veneçuela s'anomenen dulces de panadería (dolços de fleca) o simplement dulces. En aquest país el terme bollo designa una pâsta de blat de moro de manera oval cuita en aigua bullent.

## Tipus de pastes dolces segons la pasta emprada
- Amb pasta de pasta fullada: el croissant, les ulleres, el milfulls i la canya.
- Amb pasta de pa de pessic: la magdalena, el cupcake i el muffin.
- Amb pasta tipus brioix: el brioix, el brioix suís i el rotllo de canyella.
- Amb pasta de scone: el scone i el pastís gal·lès.
- Amb pasta de rosquilla: la rosquilla, la berlinesa, el dònut i el bagel.També com a salat, amb pasta de lioneses: el montadito.

Un altre tipus de pastes dolces pot ser el golfeado veneçolà.

## Brioixeria
La brioixeria és un terme genèric que reagrupa la totalitat dels brioixos (generalment dolços). El seu component principal és la pasta de farina i el llevat.
El desenvolupament de la brioixeria de fabricació industrial ha conduït a un consum abusiu d'aquesta mena d'aliment, d'alt contingut calòric, sobretot en la població infantil. Això ha fet que s'associés sovint amb el menjar porqueria. En les gastronomies europees, la brioixeria tradicional i artesanal és un element important de l'alimentació i es consumeix diàriament en esmorzars i berenars.